# Georges Bonjean
Pour les articles homonymes, voir Bonjean.
Georges Bonjean, né le 18 août 1848 à Paris où il est mort le 16 février 1918 dans le 7e arrondissement, est un philanthrope, avocat puis magistrat français, fondateur de plusieurs établissements pour enfants orphelins, délinquants ou abandonnés.
Il a aussi participé à des réalisations en direction du monde ouvrier.

## Biographie
Il est le fils de Louis Bernard Bonjean (1804-1871) sénateur, président de la Chambre des requêtes à la Cour de cassation, fusillé comme otage lors de la Commune de Paris.
Avocat de 1873 à 1876, il devient juge suppléant du Tribunal civil de la Seine puis juge titulaire à partir de 1874.
Il est associé à la création d'établissements destinés à recueillir des enfants en difficulté dans différents départements (Eure, Indre, Oise, Pas-de-Calais). Un exemple de ces institutions est la colonie agricole d'Orgeville qui sera d'abord, en 1874, un orphelinat pour les enfants victimes de la Commune de Paris, puis une colonie pénitentiaire de 1877 à 1882 recevant des jeunes délinquants confiés par l'administration et dont le but était la réhabilitation et la réinsertion sociale de ces jeunes gens. Plus tard, de 1909 à 1911, dans le même lieu fut créée par Georges Bonjean et Alexandre Mercereau, une « Villa Médicis libre », fondation recevant de jeunes artistes mariés et assurant leur vie matérielle. Raoul Dufy, André Lhote et Jean Marchand y ont séjourné.

## Publications
- Société des agriculteurs de France. Rapport sur la dépopulation des campagnes et l'assistance des enfants abandonnés ou coupables, impr. de Berger-Levrault, Nancy 1880.
- La Question sociale et la mutualité, Impr. nationale, Paris 1890.
- Enfants révoltés et parents coupables, étude sur la désorganisation de la famille et ses conséquences sociales, Ed. A. Colin, Paris 1895.
- La Protection de l'enfance abandonnée ou coupable, Société générale de protection pour l'enfance abandonnée ou coupable, Paris 1896
- Appel aux travailleurs. Les victimes du travail. Étude sur les dangers de la loi de 1898, Ed. l'Universalia, Paris 1911.

## Pour approfondir